# Larry (mèo)
Larry là chú mèo tại Số 10 Phố Downing và là Trưởng quan Bắt Chuột tại Văn phòng Nội các Anh Quốc. Larry là mèo mướp có thêm sắc nâu và trắng trên lông, được cho là chào đời vào tháng 1 năm 2007. Đến tháng 7 năm 2016, thời điểm Thủ tướng Theresa May nhậm chức, Larry bị mang tiếng "bạo lực" trong cư xử với các mèo lân cận khác làm nhiệm vụ bắt chuột, trong đó phải kể tới mèo trẻ Palmerston tại Văn phòng Đối ngoại và Thịnh vượng chung.

## Nhiệm vụ chính
Trang web Downing Street mô tả các nhiệm vụ của Larry là "đón tiếp quan khách, duyệt đội bảo vệ và ngủ trưa trên các món nội thất cổ trong tòa nhà". Trang web còn cho biết Larry đang "tìm kiếm giải pháp cho việc chuột đang chiếm lấy ngôi nhà" và đã cho biết với Downing Street là giải pháp vẫn đang trong "giai đoạn lập kế hoạch chiến thuật".
Không như người tiền nhiệm của mình kể từ năm 1929, công việc của Larry được hỗ trợ bởi các nhân viên số 10 phố Downing.

## Đến phố Downing
Larry là một chú mèo hoang được giải cứu đến từ Battersea Dogs and Cats Home và được lựa chọn bởi nhân viên của Phố Downing. Larry ban đầu được dự định để trở thành thú cưng cho con của Cựu Thủ tướng David Cameron và Samantha Cameron, được mô tả là một "kẻ bắt chuột giỏi", có "bản năng đuổi bắt và săn tìm cao". Năm 2012, Battersea Dogs and Cats Home đã tiết lộ rằng sự nổi tiếng của Larry đã gia tăng số lượng người nhận nuôi mèo thêm 15%.
Không lâu sau khi được đưa đến Phố Downing, một câu chuyện trên báo đã tuyên bố rằng Larry là một con mèo đi lạc và người chủ đã bắt đầu một chiến dịch để lấy lại chú mèo. Nhưng sau đó, câu chuyện cuối cùng là một trò chơi khăm, và không có người chủ hay chiến dịch nào như vậy tồn tại.

## Làm việc trong vai trò Tổng quản bắt chuột
Chỉ trong vòng 1 tháng sau khi đến Phố Downing, nguồn tin giấu tên cho tiết lộ rằng Larry thiếu đi "bản năng của một sát thủ." Larry giết con chuột đầu tiên vào ngày 22 tháng 4 năm 2011. Một năm sau đó, thông tin tiết lộ rằng Larry dành nhiều thời gian để ngủ hơn là bắt chuột, và chia sẻ công việc với một con mèo cái khác, Maisie. Cho tới thời điểm năm 2011, quá nhiều chuột xuất hiện tại Phố Downing khiến cho thủ tướng đã phải ném một cái nĩa ăn vào một con chuột xuất hiện trong bữa tối. Vào ngày 28 tháng 8 năm 2012, Larry lần đầu tiên tiêu diệt một con chuột công khai và sau đó thả con mồi của mình trên bãi cỏ trước số 10 phố Downing.
Tháng 10 năm 2013, Bộ trưởng Bộ tài chính Geogre Osborne và Bộ trưởng Nội các Matthew Hancock đã phải đích thân dồn một con chuột trong văn phòng của mình, rồi tóm gọn nó bằng một cái túi bánh mỳ kẹp màu nâu. Người ta đùa rằng ông Osborn có thể giành được vị trí Tổng quản Bắt chuột.
Cựu thủ tướng David Cameron giải thích trong buổi vấn đáp với Thủ tướng vào năm 2016 rằng Larry là một công chức và không phải là tài sản cá nhân, nên sẽ không rời Phố Downing sau nhiệm kỳ của ông. Công Đảng Anh cũng đã xác nhận rằng trong trường hợp đắc cử, Larry vẫn sẽ giữ nguyên chức vụ Tổng quản Bắt chuột.